# La Pera, Chiapas
La Pera är en ort i Mexiko.   Den ligger i kommunen Zinacantán och delstaten Chiapas, i den sydöstra delen av landet, 700 km öster om huvudstaden Mexico City. La Pera ligger 1 779 meter över havet och antalet invånare är 426.
Terrängen runt La Pera är huvudsakligen kuperad, men västerut är den bergig. Runt La Pera är det ganska tätbefolkat, med 54 invånare per kvadratkilometer. Närmaste större samhälle är Chiapa de Corzo, 19,0 km väster om La Pera. I omgivningarna runt La Pera växer huvudsakligen savannskog.